# バクー市電
バクー市電（アゼルバイジャン語: Bakı tramvayı、ロシア語: Бакинский трамвай）は、かつてアゼルバイジャン（旧：ソビエト連邦）の首都・バクーに存在した路面電車。2004年に廃止された。

## 概要
バクー市内を走る軌道交通として最初に開通したのは、1887年から建設が始まり1889年から営業運転を開始した馬車鉄道だった。開業当初は安価な運賃が起因となった財政難や、一部路線で運行していたスチームトラムの故障の頻発などの問題が相次いだが、その後は多くの市民に利用され、路線延伸や車両の増備が続いた。1894年にはスチームトラムの使用を停止し、全列車を馬が牽引する形に改めた。

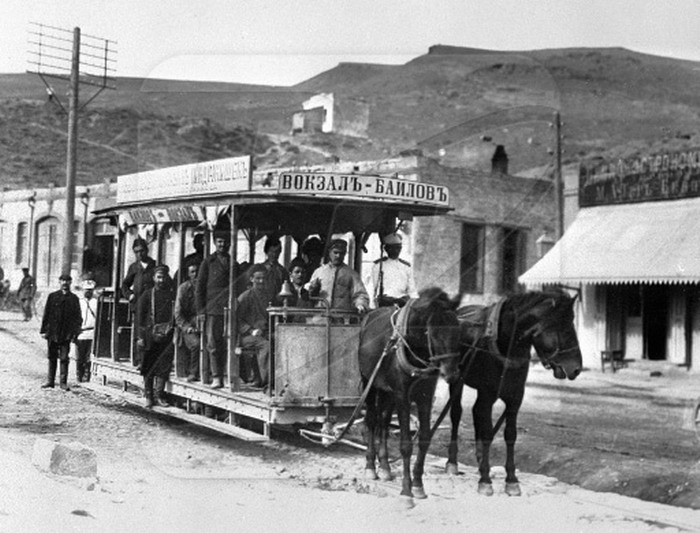
バクー市内を運行していた馬車鉄道（1895年撮影）

一方、20世紀初頭に入り、ロシア帝国各地の都市と同様にバクーでも高速かつ安価な都市交通・路面電車の導入を検討する動きが始まった。当初は他国の民間企業との官民による共同事業によって建設される予定だったが、予算や計画上の問題でこれらは実現せず、最終的に計画が纏まったのはソビエト連邦成立後の1922年となった。翌1923年から開始された路面電車建設プロジェクトは当時のソ連でも大規模な事業となり、各地の工場によって製造された線路や機器を用い急ピッチで行われた。そして1924年2月8日、最初の路面電車がバクー市内で運行を開始した。馬車鉄道についてはそれに先立つ1923年10月1日に営業運転を終了している。

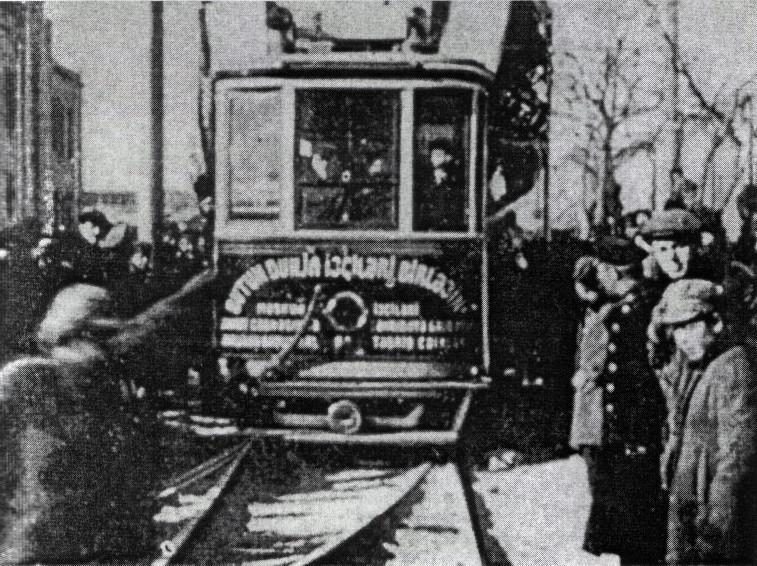
バクー市電の開通式（1924年2月8日撮影）
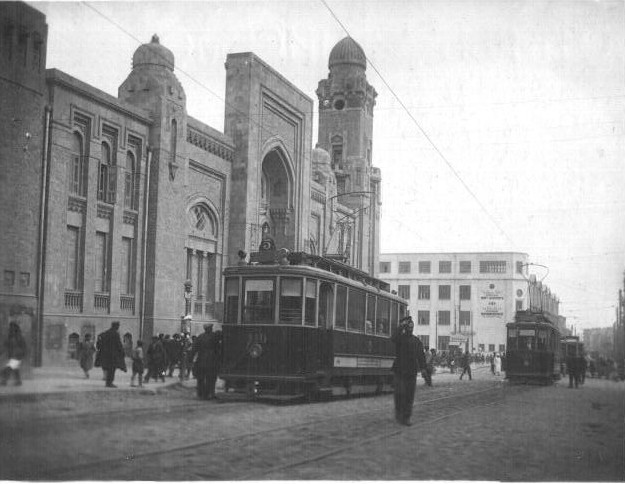
開通初期のバクー市電
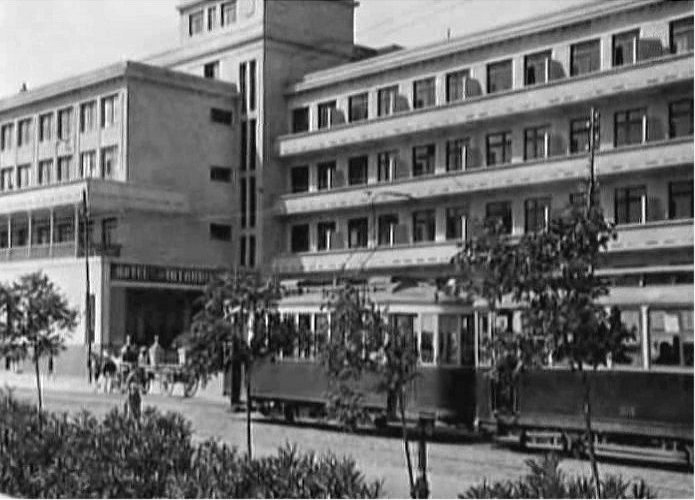
1930年代のバクー市電

バクー市電の開業時点での総延長は35.9 kmで72両の車両が在籍し、5つの系統が運行していた。近代的な路面電車は高い評判を呼び、馬車鉄道時代の1920年の年間利用客が990万人であったものが、路面電車開通後の1925年から1926年には5,000万人以上にまで膨れ上がった。その後は路線の延伸が進み、1939年には総延長117 kmにまで達した。
1960年代以降は地下鉄（バクー地下鉄）の建設に加え、路線バスやトロリーバス（バクー・トロリーバス）の発達に伴いバクー市電の路線網は縮小を始め、中心部や郊外の路線はソ連時代に廃止された。それでも1980年代には7系統・70 kmという大規模な路線網が維持され、多数の乗客に利用され続けた。だが、ソビエト連邦の崩壊によるアゼルバイジャン独立後は資金難からバクー市電は整備が行われない状態が続き、施設も車両も劣悪な状態に陥った。その結果2000年から順次線路の撤去が行われ、最後の路線も2003年12月20日をもって運行を停止した。そして2004年7月に廃止が決定し、バクー市電は80年の歴史に幕を下ろした。

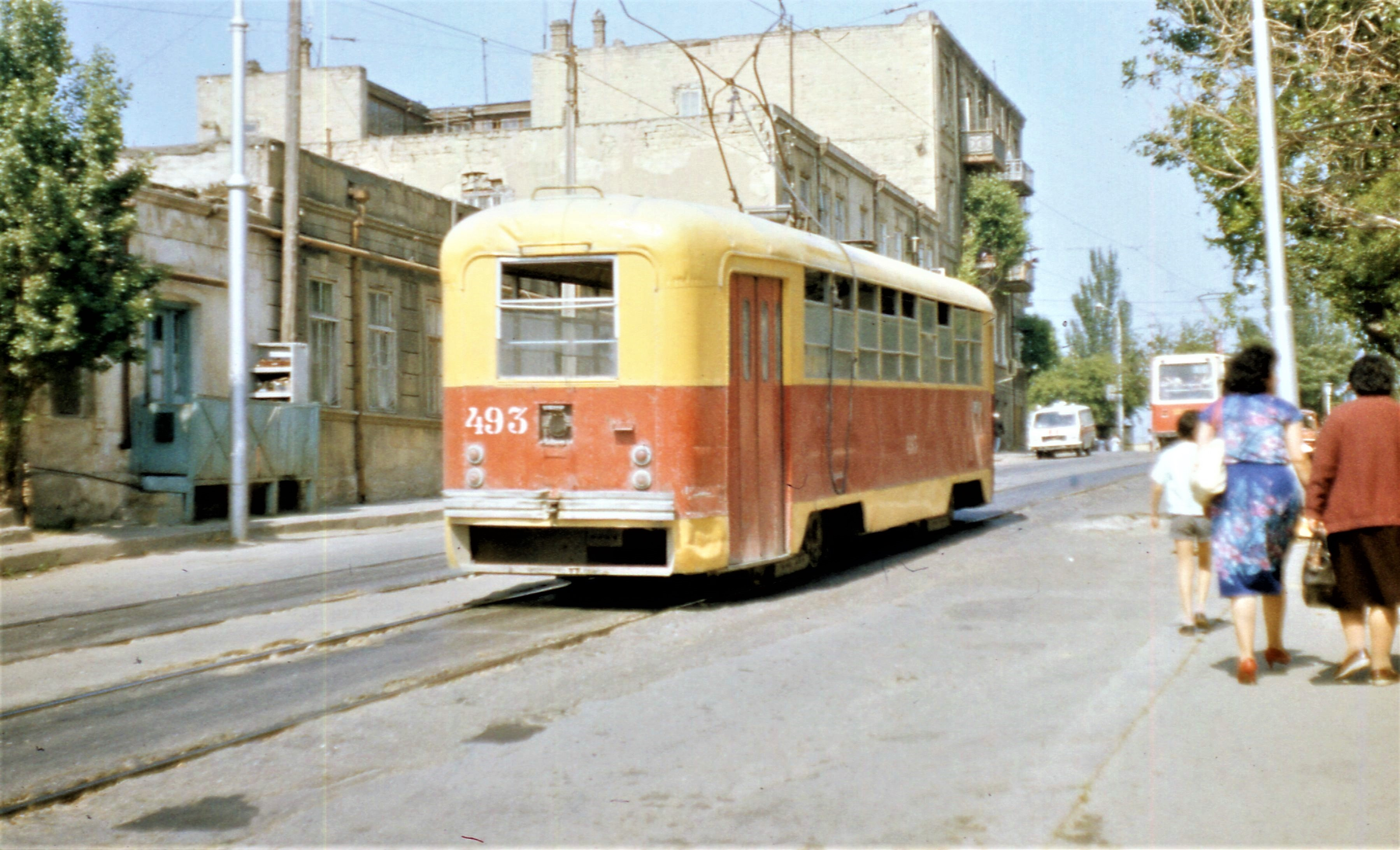
バクー市電で使用されていたRVZ-6（後方、1987年撮影）

## 復活への動き
路面電車の廃止後、バクー市内では自家用車やミニバスの交通量が増加し、各地の主要道路で渋滞が頻発するようになった。加えて環境問題への意識の高まりから、廃止されたバクーの路面電車の復活を望む声が起きている。それを受けてアゼルバイジャン政府は2012年に路面電車の再建に向けた計画を発表しているが、建設費用などの問題からフランスの企業・アルストムが参加する官民パートナーシップの形でプロジェクトが進められている。